# Ламу (город)
Ламу (англ. Lamu) — небольшой город на острове Ламу, который, в свою очередь, является частью архипелага Ламу в Кении. Город Ламу — административный центр округа Ламу. Он также входит в число объектов Всемирного наследия ЮНЕСКО.

## История
Ламу — старейший постоянно населённый город в Кении; он был одним из первых населённых пунктов народа суахили на побережье Восточной Африки. Считается, что город основан в 1370 году.
Некоторые источники упоминают историю кораблей китайского мореплавателя Чжэн Хэ, которые затонули у берегов Кении в 1415 году. Спасшиеся моряки обосновались на острове и взяли в жены местных женщин. ДНК-тестирование некоторых жителей острова показало, что у них есть китайские предки.
Город впервые упоминается в письменных источниках арабским путешественником Абу-аль-Махасини, встретившим судью из Ламу, который посещал Мекку в 1441 году.
История города была отмечена португальским вторжением в 1506 году, а затем доминированием Омана. Вторжение было вызвано стремлением Португалии контролировать торговлю вдоль побережья Индийского океана. В течение длительного периода эта страна имела монопольное право на перевозки вдоль побережья Восточной Африки и налагала экспортные пошлины на местные каналы торговли. В 1580-е годы на Ламу было восстание против португальцев. В 1652 году Оман оказал помощь островитянам в их борьбе против португальского владычества. Годы под оманским протекторатом (конец XVII — начало XIX веков) стали для Ламу «золотым веком». В это время Ламу стал центром поэзии, политики, искусств, ремесел и торговли. Многие здания города были построены в этот период в выдержанном характерном классическом стиле.
В середине XIX века Ламу подпал под политическое влияние занзибарского султана, а в 1885 году стал частью султаната Виту, находящегося под протекторатом Германской империи. В 1890 году Ламу, как и остальная Кения, стал частью британской колонии и был ею вплоть до обретения Кенией независимости в 1963 году.
В результате того, что Ламу лежал на важных арабских торговых путях и тесно взаимодействовал с арабским миром, сегодня большая часть населения города исповедует ислам.

## Экономика
Экономика Ламу базировалась на работорговле вплоть до её отмены в 1907 году. Другие экспортные товары включали в себя слоновую кость, черепаховые панцири и рога носорогов, которые на судах перевозились через Индийский океан на Ближний Восток и в Индию. Сооружение в 1901 году Угандийской железной дороги, которая начиналась в порту Момбасы, подорвало экономику Ламу.
В XXI веке основным источником доходов города является туризм. Ламу — популярное место у индивидуальных туристов, ищущих «аутентичных» впечатлений. Однако случившиеся в 2011 году похищения туристов и нападения банд, связанных с сомалийской организацией «Джамаат Аш-Шабааб», поставили развитие туризма в Ламу под серьёзную угрозу.
В мае 2021 года начал работу Порт Ламу, строительство которого должно превратить Кению в крупный торговый хаб в Восточной Африке. Порт способен обслуживать большие суда грузоподъемностью от 12 тыс. до 18 тыс. двадцатифутовых эквивалентных единиц TEU.

## Достопримечательности
В Ламу имеется несколько десятков образцов традиционной архитектуры суахили. В списке объектов Всемирного наследия старый город Ламу описан как «старейшее и наиболее хорошо сохранившееся поселение суахили в Восточной Африке». В городе имеется несколько музеев, в том числе музей Ламу, музей культуры суахили и музей местной почты. Наиболее интересные достопримечательности города включают также форт Ламу, построенный в 1820-х годах, и мечеть Риядха, возведённую в 1900 году.

## Галерея

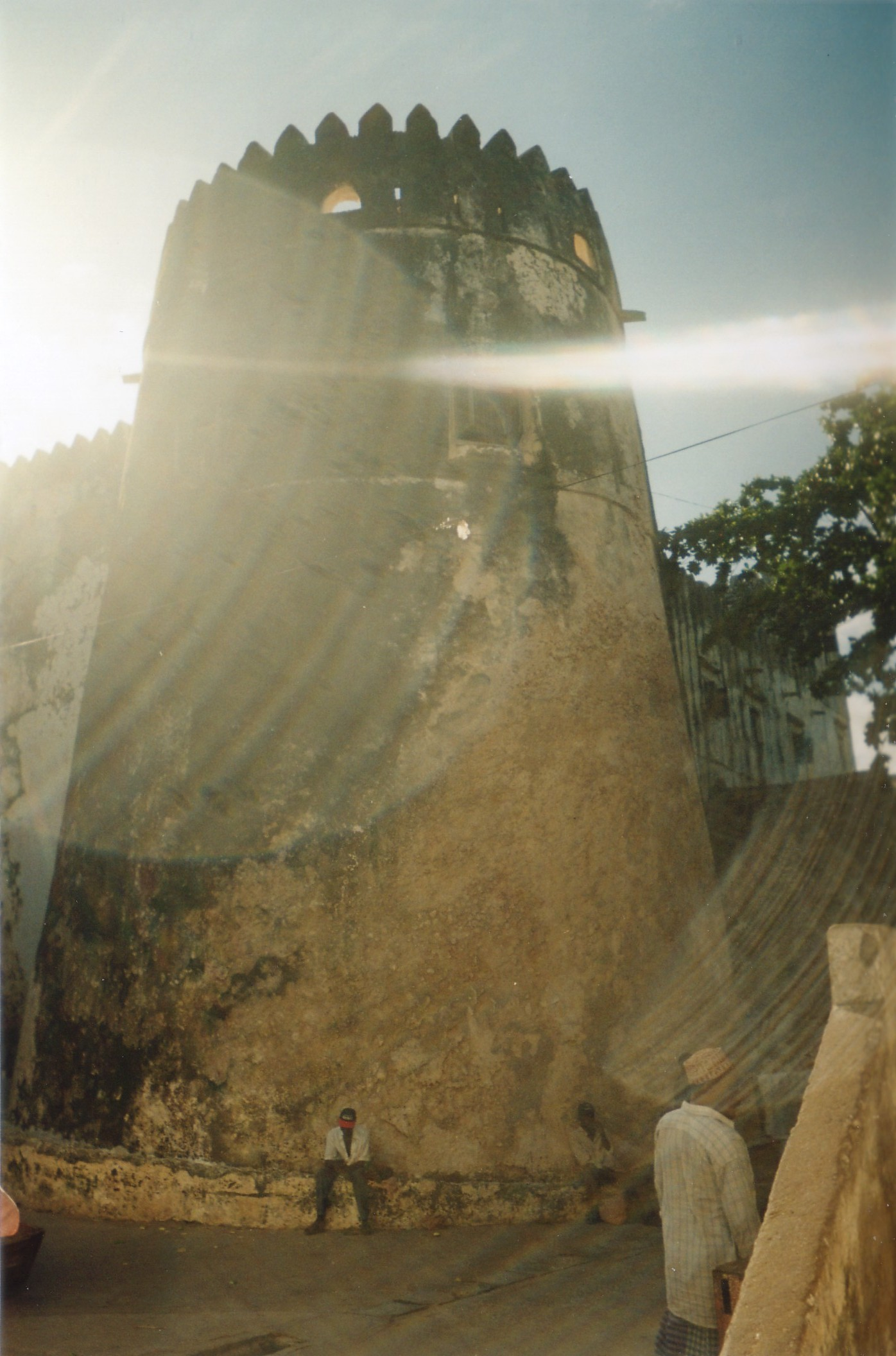
Форт в Ламу
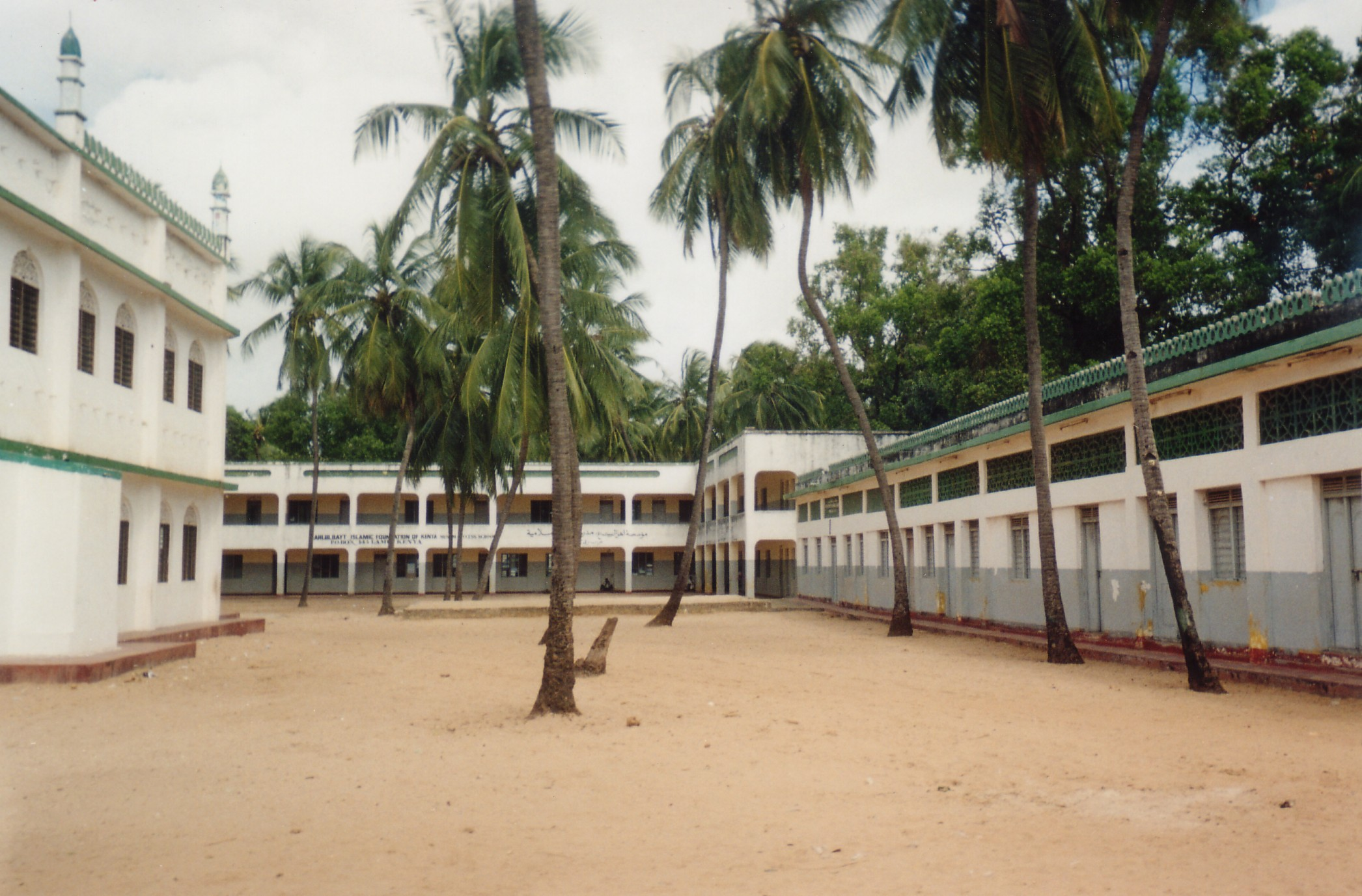
Мечеть Риядха
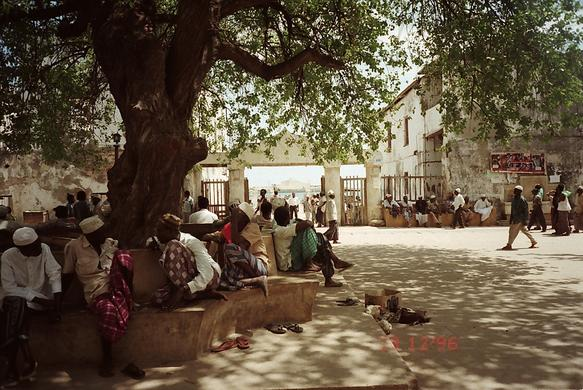
Городская площадь, напротив форта
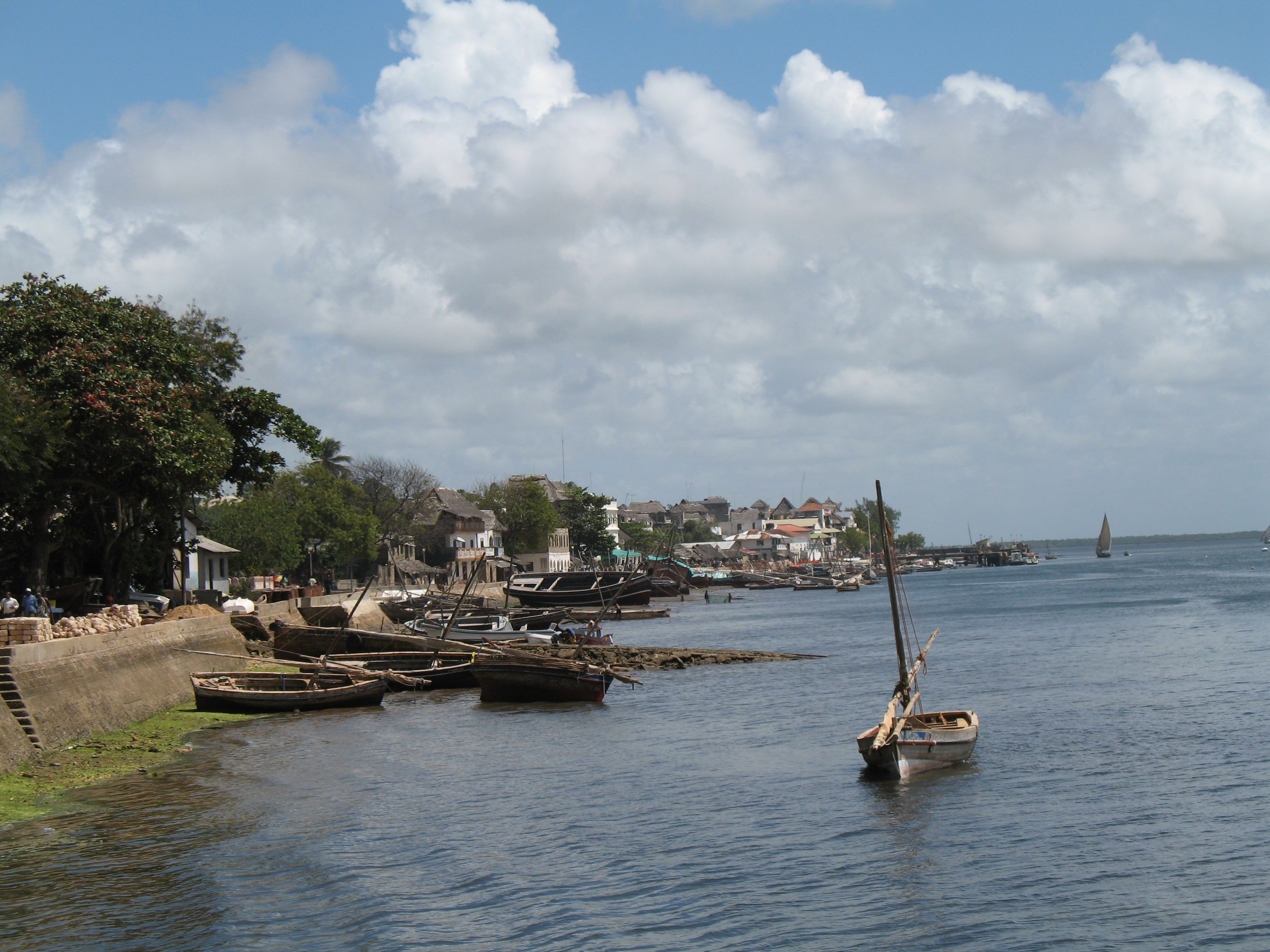
Побережье Ламу
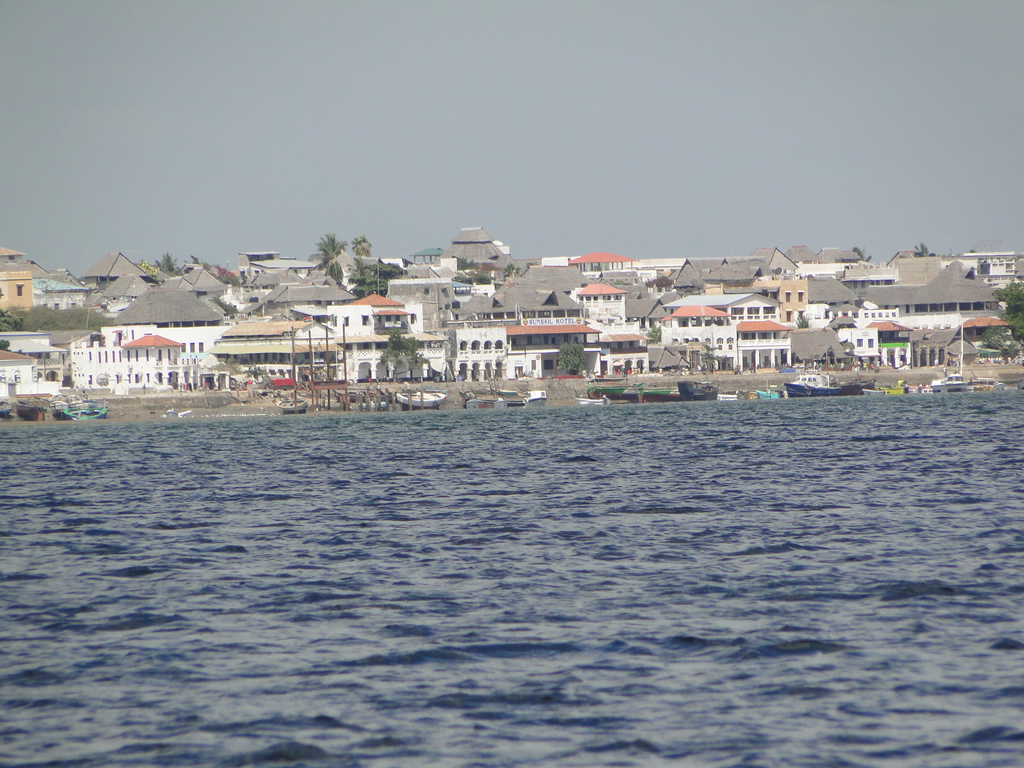
Ламу, вид с моря

## В массовой культуре
Ламу — место, где развиваются события в рассказе The Shell Collector («Собиратель ракушек») американского писателя Энтони Дорра.
Часть событий в романе Our Wild Sex in Malindi («Наш жёсткий секс в Малинди») московского писателя Андрея Гусева происходит в Ламу и на соседнем острове Манда.
В музыкальной композиции Lamu, которую представил американский певец и музыкант Майкл Уитакер Смит, говорится, что на острове можно отдохнуть от жизненных проблем.